# 式守伊之助 (34代)
34代 式守 伊之助（さんじゅうよんだい しきもり いのすけ、本名：棚田 好男(たなだ よしお)、1941年2月10日 - 2022年1月4日）は、大相撲の立行司の一人である。式守伊之助としての在位期間は2006年1月〜2006年2月。花籠部屋→放駒部屋→二子山部屋→貴乃花部屋所属。

## 人物
北海道赤平市出身。身長174cm。
1955年9月場所初土俵。初土俵時の行司名は木村光彦。譲り名がなかったため、実に45年もの間この名で通していた。1977年1月十両格に昇格。1989年1月に幕内格に昇格。2001年1月に三役格昇進と同時に2代木村光之助と改名。
2005年11月場所で31代木村庄之助が停年。もう一人の立行司である33代式守伊之助と光之助は翌2006年1月場所後に停年を迎えるため2人とも昇格するか注目されたが、33代伊之助は32代木村庄之助を襲名、光之助も立行司に昇格、34代式守伊之助を襲名した。伊之助在位1場所は在位0場所に終わった14代伊之助（番付上は在位1場所であるが死跡）を除けば30代式守伊之助の2場所を下回る最短記録。しかし1月場所後も役員選挙権のある評議員資格があったため、伊之助として在位。2006年2月5日の日本大相撲トーナメントでは、伊之助として最後の裁きを行った。2006年2月9日に停年退職。本場所最後の一番は関脇白鵬－大関琴欧州（後に琴欧洲）。
制限時間一杯での掛け声は「時間です。待ったなし！」
立会い後は(はっきよい部分無しで)「なかった！なかった！なかったぁ！」（「のゥくっ、たらくっ、鱈喰ったァ！」とも聞こえる）
甲高い掛け声（「カ行」がとりわけ高く、歴代立行司の最高キーと言われる）と「勝負あり！」の野太い声が特徴的であった。
2022年1月4日午後11時、肝臓がんのため死去。80歳没。

## その他
- 上記のとおり譲り名が無かったことや、本人が改名に消極的な事もあって、初土俵から実に45年にもわたって初名である木村光彦で通していたため、同じ一門の29代木村庄之助からは何度も改名の打診を受けていたという。
- 立行司になるまでは16代木村玉光を襲名することになっていたとされているが、本人が固辞した事により実現しなかった。ちなみに16代を襲名したのは木村信孝である。
- 伊之助時代の2006年1月場所以外に、2003年3月場所、木村咸喬（のちの32代木村庄之助）の休場により次席の行司として千秋楽のこれより三役の触れを行っている。
- 最後の2006年1月場所では、順番では32代庄之助が優勝決定戦を裁く予定だったが、庄之助の厚意により伊之助が裁くことになった。この場所は大関栃東（現玉ノ井）が本割で優勝を決めたが、唯一の横綱朝青龍も終盤崩れ優勝決定戦進出の可能性がなくなったため、彼は優勝決定戦でも横綱戦を裁くことができなかった。立行司になりながら、本場所の土俵で横綱戦を裁いた経験がないまま停年を迎えたのは近年では彼のみである。
- 32代庄之助（1941年2月13日生まれ）とは誕生日が3日しか違わないが、初土俵は1場所遅れた。この序列は結局最後まで逆転することはなく伊之助で停年を迎えた。
- 事務能力にも大変優れており、会社で言うところの、いわゆる総務部長的な存在だったという。二子山部屋時代の部屋の師匠でもある元大関貴ノ花の二子山親方からは「光之助さんがいれば大丈夫」と信頼を寄せられていたという。

## 履歴
- 1955年9月　初土俵・木村光彦
- 1977年1月 十両格に昇格
- 1989年1月 幕内格に昇格
- 2001年1月 三役格に昇格　2代木村光之助と改名。
- 2006年1月 立行司に昇格　34代式守伊之助を襲名。
- 2006年2月9日 停年退職。